# Армстронг, Джордж (хоккеист)
Джордж Эдвард Армстронг (англ. George Edward Armstrong; 6 июля 1930, Боулендс-Бей, Онтарио — 24 января 2021) — канадский хоккеист, хоккейный скаут и тренер. В годы юношеской и любительской карьеры — обладатель Ред Тилсон Трофи (дважды), Эдди Пауэрс Мемориал Трофи (1948) и Кубка Аллана (1950, с клубом «Торонто Мальборос»). После перехода в профессиональный хоккей — капитан клуба НХЛ «Торонто Мейпл Лифс», четырёхкратный обладатель Кубка Стэнли (1962—1964, 1967), участник семи матчей всех звёзд НХЛ. В дальнейшем, как тренер, двукратный обладатель Мемориального кубка с «Торонто Мальборос» (1973, 1975), тренер года Хоккейной ассоциации Онтарио (1973), главный тренер «Торонто Мейпл Лифс» в сезоне 1988/89.
Член Зала хоккейной славы с 1975 года и Зала спортивной славы Онтарио с 2010 года. Номер 10, под которым играл Армстронг в «Торонто Мейпл Лифс», навечно закреплён за ним клубом в 1998 году. Включён в список 100 лучших игроков за 100 лет существования клуба на 12-м месте.

## Игровая карьера
Джордж Армстронг родился в 1930 году в Боулендс-Бее рядом с озером Ванапитеи в Онтарио в смешанной семье — по одним источникам, его отец был этническим ирландцем, а мать ирокезкой, а по другим, Армстронг был шотландцем по отцу и оджибве по матери. Вырос в Фалконбридже (ныне в составе Грейтер-Садбери), где его отец работал на никелевом руднике.
Хотя оба родителя Джорджа увлекались спортом (отец играл в футбол, а мать увлекалась греблей на каноэ), сам мальчик поначалу рос неспортивным, что его отец связывал с перенесённым в детстве менингитом спинного мозга. Только в подростковом возрасте он начал делать успехи в спорте. В 16 лет Джордж, выделявшийся среди сверстников крепким телосложением, стал одним из ведущих игроков юношеского клуба «Коппер-Клифф Редмен», игравшего в чемпионате Хоккейной ассоциации Северного Онтарио. Его товарищем по команде был Тим Хортон, также в будущем звезда НХЛ. В сезоне 1946/47 Армстронг забросил в 9 играх за «Коппер-Клифф» 6 шайб и сделал 5 результативных передач, после чего им заинтересовались скауты клубов НХЛ. Интерес к молодому нападающему, в частности, проявили «Бостон Брюинз», но он предпочёл связать дальнейшую карьеру с канадским клубом «Торонто Мейпл Лифс», который уже в этом сезоне включил его в свой защищённый список перспективных игроков.
Уже в следующем сезоне «Лифс» перевели Армстронга в свой дочерний клуб «Стратфорд Крёлерс», выступавший в младшей группе Хоккейной ассоциации Онтарио. По итогам сезона 1947/48 он стал лучшим бомбардиром сезона в лиге, набрав 73 очка по системе «гол плюс пас», и завоевал приз лучшему игроку лиги и Эдди Пауэрс Мемориал Трофи. После этого его снова перевели, на этот раз в основной фарм-клуб «Кленовых листьев» в Хоккейной ассоциации Онтарио — «Торонто Мальборос». Основной сезон 1948/49 он провёл в младшем составе «Мальборос», набрав 62 очка, а к плей-офф Кубок Аллана был включён в старший состав клуба. В этом сезоне команде не удалось завоевать главный трофей, но эту задачу она выполнила в сезоне 1949/50. По пути к Кубку Аллана Армстронг забросил за регулярный сезон 64 шайбы — на тот момент рекорд Хоккейной ассоциации Онтарио — и набрал 115 очков по системе «гол плюс пас». За 14 матчей плей-офф Кубка Аллана он забросил ещё 19 шайб и сделал столько же результативных передач. По итогам сезона Армстронг был вторично удостоен Ред Тилсон Трофи — приза лучшему игроку ХАО.
В этом сезоне Армстронг получил прозвище, которое осталось с ним на протяжении всей карьеры. Когда «Мальборос» посетили с визитом резервацию стони в Альберте, местное население, узнав о его индейских корнях, символически приняло его в племя под именем Вождь Бросай-Шайбу (англ. Chief Shoot-the-Puck) или Большой Вождь Бросай-Шайбу (Big Chief Shoot-the-Puck). После этого за молодым игроком закрепилось прозвище «Чиф» («Вождь»). По ходу этого сезона, в матчах 3 и 24 декабря 1949 года, состоялся также дебют Армстронга в НХЛ. В этих матчах он не отличился ни голами, ни результативными пасами и вернулся в «Мальборос», а сезон 1950/51 провёл в ещё одном фарм-клубе «Мейпл Лифс» — «Питтсбург Хорнетс» из АХЛ. В следующем сезоне он также в основном выступал за «Хорнетс» (в середине января, несмотря на две травмы, занимая второе место в списке бомбардиров лиги), но позже был повторно приглашён в «Торонто». На этот раз молодой нападающий отметился своим первым голом в НХЛ, забив его в ворота «Монреаль Канадиенс». Этот гол Армстронга многие специалисты называют первым, забитым в НХЛ представителем коренных народов Канады. До конца сезона он успел сыграть за «Торонто» 20 игр, заработав 6 очков по системе «гол плюс пас».
Хотя летом перед сезоном 1952/53 Армстронг получил травму в тренировочном лагере «Торонто Мейпл Лифс» (разрыв акромиально-ключичного сочленения), в этом сезоне он стал постоянным игроком основного состава клуба. В 23 года он получил право носить свитер под номером 10, который до него носил Сил Эппс и который шесть лет после завершения Эппсом игровой карьеры не доверяли никому из игроков. В свои первые 9 полных сезонов в «Кленовых листьях» Армстронг в среднем набирал по 17 голов и 38 очков по системе «гол плюс пас». Он также чрезвычайно успешно играл в меньшинстве в тандеме с Дэйвом Кеоном По сравнению с младшими лигами в НХЛ его искусства катания недоставало для того, чтобы попасть в число лучших бомбардиров, но он отличался хорошим тактическим мышлением, психологическим пониманием противника и умением пасовать. Для него были также характерны высокие лидерские качества, и в начале сезона 1957/58 он стал капитаном команды, сменив в этой роли Теда Кеннеди и затем оставаясь в ней в течение 12 лет. Ни один игрок не пробыл капитаном «Торонто» дольше, чем Армстронг (Хэп Дэй — 10 сезонов, Кеннеди — 8, Сил Эппс — 6). Конн Смайт, владелец команды, позже говорил, что Армстронг был лучшим капитаном за её историю.
В свой пятый год в качестве капитана команды Армстронг набрал в регулярном сезоне рекордные для своей карьеры 53 очка по системе «гол плюс пас» и забил 21 шайбу. За 12 игр плей-офф он затем провёл в ворота соперников ещё 7 шайб и сделал 5 результативных передач, победив с «Торонто» действующих обладателей Кубка Стэнли «Чикаго Блэкхокс» в шести матчах и впервые в карьере завоевав этот трофей. В следующие два сезона «Мейпл Лифс» успешно защищали звание обладателей Кубка Стэнли, оба раза в финалах плей-офф обыгрывая «Детройт Ред Уингз». Армстронг, чья результативность в регулярном сезоне снова упала, в плей-офф продолжал играть так же успешно, в общей сложности в 24 играх проведя 8 голов и сделав 14 результативных передач. Через три года, в 1966/67, «Кленовые листья» считались уже слишком старыми, чтобы претендовать на Кубок Стэнли (самому Армстронгу было уже 36 лет), но они сумели завоевать его в четвёртый раз за карьеру своего капитана. Этот сезон был последним для НХЛ в её оригинальном формате (с участием только шести команд), и Армстронг в шестой, победной игре финальной серии забил последний гол на этом этапе истории лиги.
В сезоне 1969/70 Армстронг получил травму левого колена, заставившую его пропустить много игр, и по окончании сезона объявил о завершении игровой карьеры. Его убедили остаться в составе ещё на один сезон, хотя капитанские полномочия уже перешли к Дэйву Кеону. Последний сезон дался ветерану тяжело (в нём Армстронг набрал, как и в первый свой полный год в НХЛ, 25 очков), и в 1971 году, в возрасте 40 лет, он завершил выступления уже насовсем. В последний раз он вышел на лёд как игрок 4 апреля 1971 года, в предпоследнем матче регулярного сезона. В общей сложности он провёл в НХЛ 1187 матчей регулярного сезона, забив в них 296 голов и сделав 417 результативных передач. На тот момент Армстронг был рекордсменом «Мейпл Лифс» как по количеству сыгранных сезонов, так и по количеству матчей, а по очкам по системе «гол плюс пас» занимал второе место в истории клуба. В плей-офф он провёл 110 матчей, забросив 26 шайб и сделав 34 передачи — на тот момент рекорд клуба по количеству игр и очков и второе место по голам. За карьеру в НХЛ он также принял участие в семи матчах всех звёзд. Армстронг был последним капитаном «Мейпл Лифс», отыгравишим всю карьеру НХЛ в одном клубе.

## Статистика выступлений
|                  |                     |                  |      | Регулярный сезон | Регулярный сезон | Регулярный сезон | Регулярный сезон | Регулярный сезон |    | Плей-офф | Плей-офф | Плей-офф | Плей-офф | Плей-офф |
| Сезон            | Клуб                | Лига             | И    | Г                | П                | О                | PIM              | И                | Г  | П        | О        | PIM      |          |          |
| ---------------- | ------------------- | ---------------- | ---- | ---------------- | ---------------- | ---------------- | ---------------- | ---------------- | -- | -------- | -------- | -------- | -------- | -------- |
| 1946-47          | Коппер-Клифф Редмен | NOJHA            | 9    | 6                | 5                | 11               | 4                | 5                | 0  | 1        | 1        | 10       |          |          |
| 1947-48          | Стратфорд Крёлерс   | ХАО-младшая      | 36   | 33               | 40               | 73               | 33               | —                | —  | —        | —        | —        |          |          |
| 1948-49          | Торонто Мальборос   | ХАО-младшая      | 39   | 29               | 33               | 62               | 89               | 10               | 7  | 10       | 17       | 2        |          |          |
| 1948-49          | Торонто Мальборос   | ХАО-старшая      | 3    | 0                | 0                | 0                | 2                | 10               | 2  | 5        | 7        | 6        |          |          |
| 1949-50          | Торонто Мальборос   | ХАО-старшая      | 45   | 64               | 51               | 115              | 74               | 3                | 0  | 0        | 0        | 0        |          |          |
| 1949-50          | Торонто Мейпл Лифс  | НХЛ              | 2    | 0                | 0                | 0                | 0                | —                | —  | —        | —        | —        |          |          |
| 1949-50          | Торонто Мальборос   | Кубок Аллана     | —    | —                | —                | —                | —                | 17               | 19 | 19       | 38       | 18       |          |          |
| 1950-51          | Питтсбург Хорнетс   | АХЛ              | 71   | 15               | 33               | 48               | 49               | 13               | 4  | 9        | 13       | 6        |          |          |
| 1951-52          | Питтсбург Хорнетс   | АХЛ              | 50   | 30               | 29               | 59               | 62               | —                | —  | —        | —        | —        |          |          |
| 1951-52          | Торонто Мейпл Лифс  | НХЛ              | 20   | 3                | 3                | 6                | 30               | 4                | 0  | 0        | 0        | 2        |          |          |
| 1952-53          | Торонто Мейпл Лифс  | НХЛ              | 52   | 14               | 11               | 25               | 54               | —                | —  | —        | —        | —        |          |          |
| 1953-54          | Торонто Мейпл Лифс  | НХЛ              | 63   | 17               | 15               | 32               | 60               | 5                | 1  | 0        | 1        | 2        |          |          |
| 1954-55          | Торонто Мейпл Лифс  | НХЛ              | 66   | 10               | 18               | 28               | 80               | 4                | 1  | 0        | 1        | 4        |          |          |
| 1955-56          | Торонто Мейпл Лифс  | НХЛ              | 67   | 16               | 32               | 48               | 97               | 5                | 4  | 2        | 6        | 0        |          |          |
| 1956-57          | Торонто Мейпл Лифс  | НХЛ              | 54   | 18               | 26               | 44               | 37               | —                | —  | —        | —        | —        |          |          |
| 1957-58          | Торонто Мейпл Лифс  | НХЛ              | 59   | 17               | 25               | 42               | 93               | —                | —  | —        | —        | —        |          |          |
| 1958-59          | Торонто Мейпл Лифс  | НХЛ              | 59   | 20               | 16               | 36               | 37               | 12               | 0  | 4        | 4        | 10       |          |          |
| 1959-60          | Торонто Мейпл Лифс  | НХЛ              | 70   | 23               | 28               | 51               | 60               | 10               | 1  | 4        | 5        | 4        |          |          |
| 1960-61          | Торонто Мейпл Лифс  | НХЛ              | 47   | 14               | 19               | 33               | 21               | 5                | 1  | 1        | 2        | 0        |          |          |
| 1961-62          | Торонто Мейпл Лифс  | НХЛ              | 70   | 21               | 32               | 53               | 27               | 12               | 7  | 5        | 12       | 2        |          |          |
| 1962-63          | Торонто Мейпл Лифс  | НХЛ              | 70   | 19               | 24               | 43               | 27               | 10               | 3  | 6        | 9        | 4        |          |          |
| 1963-64          | Торонто Мейпл Лифс  | НХЛ              | 67   | 20               | 17               | 37               | 14               | 14               | 5  | 8        | 13       | 10       |          |          |
| 1964-65          | Торонто Мейпл Лифс  | НХЛ              | 59   | 15               | 22               | 37               | 14               | 6                | 1  | 0        | 1        | 4        |          |          |
| 1965-66          | Торонто Мейпл Лифс  | НХЛ              | 70   | 16               | 35               | 51               | 12               | 4                | 0  | 1        | 1        | 4        |          |          |
| 1966-67          | Торонто Мейпл Лифс  | НХЛ              | 70   | 9                | 24               | 33               | 26               | 9                | 2  | 1        | 3        | 6        |          |          |
| 1967-68          | Торонто Мейпл Лифс  | НХЛ              | 62   | 13               | 21               | 34               | 4                | —                | —  | —        | —        | —        |          |          |
| 1968-69          | Торонто Мейпл Лифс  | НХЛ              | 53   | 11               | 16               | 27               | 10               | 4                | 0  | 0        | 0        | 0        |          |          |
| 1969-70          | Торонто Мейпл Лифс  | НХЛ              | 49   | 13               | 15               | 28               | 12               | —                | —  | —        | —        | —        |          |          |
| 1970-71          | Торонто Мейпл Лифс  | НХЛ              | 59   | 7                | 18               | 25               | 6                | 6                | 0  | 2        | 2        | 0        |          |          |
| За карьеру в НХЛ | За карьеру в НХЛ    | За карьеру в НХЛ | 1188 | 296              | 417              | 713              | 721              | 110              | 26 | 34       | 60       | 52       |          |          |

## Дальнейшая жизнь
По окончании выступлений Армстронг по предложению «Лифс» занял пост главного тренера «Торонто Мальборос». В свой первый год в этом качестве он завоевал с «Мальборос» Мемориальный кубок — главную награду в канадском молодёжном хоккее, а также стал обладателем Мэтт Лейдэн Трофи — награды тренеру года Хоккейной ассоциации Онтарио. В сезоне 1974/75 «Мальборос» и Армстронг снова стали обладателями Мемориального кубка. В 1975 году имя Армстронга было также включено в списки Зала хоккейной славы.
В 1978 году Армстронг покинул Торонто, присоединившись к клубу НХЛ «Квебек Нордикс» как скаут. В 1988 году он вернулся в «Мейпл Лифс» как скаут и помощник генерального менеджера. В середине сезона Армстронгу пришлось занять также пост главного тренера, сменив на нём Джона Брофи, с которым клуб начал год с 11 победами при 22 поражениях. Армстронг оставался главным тренером «Кленовых листьев» до конца года, в общей сложности проведя в этой должности 47 игр. В межсезонье Армстронг уступил пост главного тренера Дагу Карпентеру, вернувшись к роли скаута. Он оставался помощником генерального менеджера до 2000 года и скаутом до 2015 года, в основном занимаясь поиском талантов в Хоккейной лиге Онтарио в районе Торонто.
В 1998 году «Мейпл Лифс» навсегда закрепили за Армстронгом номер 10, под которым он играл большую часть карьеры. Его статуя установлена в галерее почёта команды, а в 2017 году он был поставлен на 12-е место в списке ста лучших игроков за столетнюю историю «Торонто». В 2010 году его имя было также включено в списки Зала спортивной славы Онтарио.
От жены Бетти у Армстронга были четверо детей: Брайан, Бетти-Энн, Фред и Лорн. Джордж Армстронг умер в январе 2021 года, в возрасте 90 лет, по сообщению семьи, от осложнений на сердце.